# Brachylaena
Brachylaena, biljni rod iz porodice Compositae. kojemu pripada 12 uglavnom dvodomnih vrsta grmova i drveća, u Južnoj Africi, južnoj tropskoj Africi, Komorima i Madagaskaru.
Lišće je naizmjenično raspoređeno, ima nazubljene rubove, a listovi su s donje strane prekriveni vunastim dlakama. Cvjetovi su žuti ili bijeli, zvjezdasti; muški cvjetovi su manji od ženskih.

## Vrste
1. Brachylaena discolor DC.
2. Brachylaena elliptica (Thunb.) Less.
3. Brachylaena glabra (L.fil.) Druce
4. Brachylaena huillensis O.Hoffm.
5. Brachylaena ilicifolia (Lam.) E.Phillips & Schweick.
6. Brachylaena merana (Baker) Humbert
7. Brachylaena microphylla Humbert
8. Brachylaena neriifolia (L.) R.Br.
9. Brachylaena perrieri (Drake) Humbert
10. Brachylaena ramiflora Humbert
11. Brachylaena stellulifera Humbert
12. Brachylaena uniflora Harv.